# El internado
El internado (conocida también como El internado: Laguna Negra) es una serie de televisión española de suspenso y drama producida por Globomedia para la cadena española Antena 3. La serie fue emitida originalmente en España desde el 24 de mayo de 2007 hasta el 13 de octubre de 2010 con 7 temporadas y 71 episodios en total.
En abril de 2013, El Internado: Laguna Negra se incluye en el ranking de The WIT de los mejores formatos televisivos de los últimos 50 años; es la única producción española de la lista hasta ese momento. En diciembre de 2019 se anuncia que la serie tendrá un reboot llamado El Internado las cumbres, que se emite en 2021 en Amazon Prime Video.

## Argumento

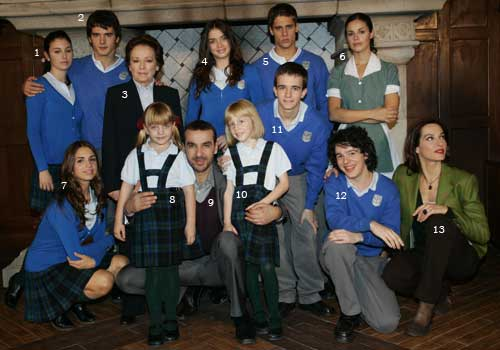
Personajes de El Internado.

### Primera temporada
Marcos (Martíño Rivas) llega al internado de la mano de su pequeña hermana Paula (Carlota García). También es nueva María (Marta Torné), que entra como nueva limpiadora. Alfonso (Francisco Merino) confía en Vicky (Elena Furiase) y Carol (Ana de Armas) para contarles un secreto: el internado es peligroso y tienen que salir de allí como sea. Para ello las cita de noche en el cementerio próximo al edificio. Las chicas se lo cuentan a Iván (Yon González), Roque (Daniel Retuerta), Cayetano (Fernando Tielve) y Marcos, los cuales empiezan a investigar en secreto la desaparición de cinco alumnos del antiguo orfanato (al final de la temporada descubren sus cadáveres y el de Alfonso en los sótanos del colegio).

### Segunda temporada
La muerte de Cayetano ha despertado aún más el interés de los chicos por saber quién se esconde detrás de todos los extraños asesinatos cometidos en el internado, sobre todo para Roque, fiel amigo del fallecido y supuestamente última persona con la que habló. Llega un nuevo profesor de matemáticas: Mateo (Alejandro Botto). A su vez llega una nueva alumna un poco conflictiva, Julia (Blanca Suárez), que viene al internado después de haber mantenido una relación sentimental con su padrastro. Vicky tiene otros asuntos que atender ya que Cristina Palacios, una chica de su barrio, desapareció sin dejar rastro y piensa que el nuevo profesor es el culpable. Elsa está embarazada de gemelos y descubre que tiene un hermano gemelo que anda perdido por el bosque, pero a través de los recuerdos de Jacinta (Amparo Baró) vemos que ella, Jacinta joven (Carolina Lapausa), lo escondió en el pasado para proteger su vida y él es el ''Gnomo'' amigo de Paula. Elsa, cuando va al encuentro de su hermano, al verlo se asusta y pierde a los gemelos. Su hermano la lleva hasta el internado, pero, antes de llegar, lo matan a tiros los policías.

### Tercera temporada
Iván mató al contacto de Fermín cuando este apuntaba a María con una pistola. El jefe de Fermín piensa que este lo ha traicionado llevándose el Tríptico de la Epifanía y ha mandado a Nora (Mariona Ribas) al internado, como profesora de historia, para que lo vigile. Los chicos piensan que Héctor es el culpable de todo, pero se dan cuenta de que eso no es cierto al averiguar que perteneció al grupo de huérfanos que, como ellos, investigaban lo que pasaba allí. Irene Espí intenta escapar por los pasadizos con su bebé con la ayuda de Nora, quien muere en el lugar. Nora, agonizante, llama a Fermín y le dice dónde está Irene Espí para ser rescatada. Julia ve a Cayetano en forma de fantasma,  este quiere contarles a sus amigos quién le mató. En el último capítulo de esta temporada se descubre que su asesino es Jacques Noiret , el padre de Iván.

### Cuarta temporada (11 episodios)
Fermín está ansioso por descubrir quién fue el asesino de su padre, ya que sabe que está en el internado. A lo largo de la temporada se da cuenta de que su padre mató a tres de los fundadores del Proyecto Géminis.
Al internado llegan, por un lado, Martín (Ismael Martínez) y su hijo Lucas (Javier Cidoncha), que están huyendo ya que Martín se escapó con su hijo a espaldas de su mujer Silvana Yerena (Lara Ruiz). Y por otro lado, Toni (Alejandro Casaseca), padre biológico de Iván, que viene a limpiar la chimenea de la cocina y se queda como reparador técnico. Iván y Julia inician un romance.

### Quinta temporada
Rebeca (Irene Montalà), como nueva profesora de historia; Lucía (Lola Baldrich), como médico del internado y Hugo (Javier Ríos), como nuevo profesor de educación física. Rebeca sentirá una atracción hacia Martín, que se ve turbada ya que ella ve el lado más oscuro de alguien con solo tocarle, y vio como mataba a Don Joaquín. Por otro lado investiga junto a Fermín a los nazis del internado. En el antepenúltimo capítulo, Hugo se da a conocer como uno de los accionistas de la empresa Ottox, uniéndose a Noiret y Camilo. Otros dos nuevos personajes son Nacho (Jonás Berami), novio de Vicky, y Fernando (Adam Quintero), hermano de Amelia, y según dice él, "moneda de cambio" del Proyecto Géminis, ya que le inyectaron el virus para proporcionarle la cura solo si su hermana ayudaba al proyecto. Tanto Fermín y Rebeca como los chicos descubren bajo la ermita una sala de reuniones con una esvástica. Allí es donde los ocho fundadores nazis se reunían, y donde Camilo se quema.

### Sexta temporada
Según les cuenta Lucas a Evelyn y a Paula, un animal salvaje suele entrar por la cocina y devorar toda la comida que pilla. No se trata de otra persona que Camilo, que sobrevivió a las quemaduras y malvive en el bosque adiestrando lobos, para vengarse de Ottox. Noiret descubre que su hijo biológico que mantiene con Lucía está encerrado en un lugar protegido de los rayos solares, ya que padece la enfermedad de Gunther (morirá si le da el sol). Además, el abuelo de Marcos y Paula se aprovecha de la amnesia de Andrés (Luis Mottola), padre de Marcos y Paula, para hacerle creer que estuvo ayudándole con los experimentos antes del accidente. Pero este no cree e insiste en sacar a Samuel, hermano pequeño de Marcos y Paula, y a su esposa Sandra del lugar donde los tienen encerrados. El hermano gemelo de Hugo, Apolo (con el que Andrés y Sandra fueron a reunirse en Nysiros (Grecia), está en el internado y Hugo no tendrá más remedio que enfrentarse a él. Por otra parte, los chicos siguen dándole vueltas al tema de que uno de ellos es un traidor, sobre todo Carolina, que muere asesinada por el traidor justo después de enterarse quién es: Roque. Julia ve un fantasma igualito que Paula, que no es otra sino la hija biológica de Wulf, a la cual criogenizó para curarle de la enfermedad que contrajo años atrás. Camilo lanza una granada a la sala donde Wulf se dispone a curar a su hija, matándolos a los dos y destrozando gran parte de los pasadizos. Además, una cápsula de un virus letal se ha expandido por el internado, por culpa de Javier Holgado.

### Séptima temporada
El ejército ha rodeado el internado con el protocolo NRBQ, y no deja salir a nadie ya que es una supuesta cuarentena. Todos acaban contagiados y sin medicinas, al descubrir que todo está en manos de Ottox y que el coronel Araujo está al mando de la cuarentena, és en realidad Karl Fleischer, uno de los nazis y fundador del proyecto Géminis. El coronel cuenta con la ayuda del Teniente Nicolás Garrido, qué está infiltrado en el Internado. Cuatro personas nuevas entran en el internado (están infectadas): Clara (la antigua profesora de baile, que trabaja para Ottox), Curro (perseguía a Amaia antes de que vinieran al internado), la madre de Javier Holgado y otro chico más del que aún no se sabe nada. Mientras tanto, Héctor ha sobrevivido a la explosión de los túneles subterráneos y se encuentra atrapado en una habitación. Sandra es secuestrada de nuevo por Camilo. Los chicos descubren que el traidor es Roque, quien muere ahogado a manos del teniente Garrido al descubrir que el teniente había asesinado a Lucía. Amelia encuentra las medicinas en los túneles, pero Hugo la descubre y la mata con una piedra. Al no tomar las medicinas Elsa muere a causa del virus. Se descubre que Amaia es la nieta de Theodora Raüber, la última de los fundadores nazis del Proyecto Géminis que faltaba por aparecer. En el capítulo final de la serie, todos se curan del virus con la máquina que construye Max Levov, que es asesinado por Amaia, la cual muere cuando intenta llevarse a Paula y Vicky le golpea la cabeza con una pala y al caer se ensarta una jeringuilla con algún material mortal (en realidad solo tenía aire; de la misma forma en que mató a Max). Iván tiene una intensa pelea de Shotokan con Hugo, en la pelea Hugo se incendia y muere quemado. Fermín muere en brazos de María asesinado por el teniente Garrido, pero su muerte no ha sido en vano ya que todos salen del internado gracias a su estrategia de fuga. Después de morir, su espíritu se le aparece a Julia y le dice que cuide mucho de María e Iván. Finalmente, los militares se dan cuenta de que el teniente Garrido está con los nazis y permiten que los alumnos crucen la valla y salgan del internado. Héctor (Samuel Espí) y su hermana Sandra Pazos (Irene Espí) por fin se reúnen con Marcos, Paula y el pequeño Samuel. Los fundadores nazis que quedaban vivos; el coronel Araujo (Karl Fleischer), Theodora Raüber y el teniente Garrido son apresados por Rebeca y por los militares. El amor de Iván y Julia continúa, Vicky deja ver que en un futuro acabará con un militar que les ayuda en la fuga. Martín y Rebeca también quedan juntos.

### El Internado: Las Cumbres
Este reboot funciona también cómo una secuela directa, puesto que el primer capítulo muestra una secuencia de un noticiero donde Julia (Blanca Suárez) e Iván (Yon González) comentan en una entrevista el libro que escribieron juntos. Cuentan todo lo que les sucedió en el “Laguna Negra” sirviendo también cómo dedicatoria para su hija Carol, que fue nombrada así en honor a su antigua compañera Carolina Leal Solís (Ana de Armas).

## Curiosidades
1. El rodaje en un entorno real: La serie se grabó en varios lugares reales, incluyendo el propio Internado en la ficción. Los exteriores pertenecen al Campus de Ciencias de la Vida en la Berzosa, de la Universidad Nebrija, ubicado en el entorno natural de la localidad madrileña de Hoyo de Manzanares. La atmósfera misteriosa y gótica que tiene la serie viene muy influenciada por este entorno.
2. El personaje de María: La actriz Marta Torné (quien interpretaba a María) originalmente iba a ser solo un personaje secundario. Sin embargo, la popularidad del personaje creció tanto que su papel se amplió considerablemente a lo largo de la serie.
3. El misterio de los nombres: Muchos de los nombres de los personajes tienen significados muy interesantes. Por ejemplo, el personaje de Héctor de la Vega (interpretado por Luis Merlo) tiene un apellido que podría hacer referencia a La Vega, un lugar ligado a lo oculto y misterioso, en un guiño al misterio constante de la serie.
4. El final abierto: Al final de la serie, algunos misterios clave no se resuelven completamente, dejando muchos cabos sueltos para la interpretación del espectador. Esto hizo que los fans debatieran durante mucho tiempo sobre el significado real de varios eventos.
5. El éxito en varios países: Aunque la serie es española, fue muy popular en otros países como Italia, Francia y América Latina. A menudo se la comparaba con series internacionales como Lost, por su mezcla de drama, misterio y thriller.
6. Los secretos detrás de la escuela: En la serie se presentan distintos secretos relacionados con experimentos científicos y experimentos en la escuela, y esto está inspirado en diversas teorías conspirativas sobre la manipulación en instituciones educativas y científicas.
7. El paso del tiempo en el guion: El transcurso de los años en El Internado es curioso porque los actores crecen muy rápido, lo que generó ciertos cambios en el guion, adaptándolo a los cambios físicos de los personajes a lo largo de las temporadas.

## Apariciones
Señal:      = Principales (Protagonistas)
Señal:      = Recurrentes (+3)
Señal:       = Apariciones especiales/Cameo (1-2)
| Luis Merlo              | Héctor de la Vega                  | 6 | 8 | 9 | 11 | 9 | 2  | 6  | 50 |
| Natalia Millán          | Elsa Fernández Campos              | 6 | 8 | 9 | 11 | 9 | 13 | 14 | 70 |
| Marta Torné             | Maria Almagro                      | 6 | 8 | 9 | 11 | 9 | 13 | 15 | 71 |
| Martiño Rivas           | Marcos Novoa Pazos                 | 6 | 8 | 9 | 11 | 9 | 13 | 15 | 71 |
| Ana de Armas            | Carolina Leal Solís                | 6 | 8 | 9 | 11 | 9 | 9  | -  | 52 |
| Yon González            | Iván Noiret León                   | 6 | 8 | 9 | 11 | 9 | 13 | 15 | 71 |
| Elena Furiase           | Victoria "Vicky" Martínez González | 6 | 8 | 9 | 11 | 9 | 13 | 15 | 71 |
| Raúl Fernández de Pablo | Fermín de Pablo                    | 6 | 8 | 9 | 11 | 9 | 13 | 15 | 71 |
| Eduardo Velasco         | Pedro Camacho                      | 6 | 8 | 9 | 6  | - | -  | -  | 29 |
| Marta Hazas             | Amelia Ugarte Roldán               | 6 | 8 | 9 | 9  | 9 | 13 | 7  | 61 |
| Carlota García          | Paula Novoa Pazos                  | 6 | 8 | 9 | 11 | 9 | 13 | 15 | 71 |
| Carlota García          | Eva Wulf                           | - | - | - | -  | - | 8  | -  | 8  |
| Denisse Peña            | Evelyn Pons                        | 6 | 8 | 9 | 11 | 9 | 13 | 15 | 71 |
| Pedro Civera            | Camilo Belmonte                    | 6 | 8 | 9 | 11 | 9 | 8  | 6  | 57 |
| Daniel Retuerta         | Roque Sánchez Navas                | 6 | 8 | 9 | 11 | 9 | 13 | 15 | 71 |
| Amparo Baró             | Jacinta García Aparicio            | 6 | 6 | 9 | 11 | 9 | 13 | 15 | 69 |
| Fernando Tielve         | Cayetano Montero Ruiz              | 6 | 2 | 8 | -  | - | -  | -  | 16 |
| Blanca Suárez           | Julia Medina Jiménez               | - | 6 | 9 | 11 | 9 | 13 | 15 | 63 |
| Alejandro Botto         | Mateo Tabuenca                     | - | 7 | 7 | 4  | - | -  | -  | 18 |
| Mariona Ribas           | Nora Díez                          | - | - | 9 | 1  | - | -  | -  | 10 |
| Alejandro Casaseca      | José Antonio "Toni" Fernández      | - | - | - | 10 | 1 | -  | -  | 11 |
| Carlos Leal             | Jacques Noiret                     | 2 | 2 | 5 | 9  | 9 | 13 | 1  | 41 |
| Yolanda Arestegui       | Sandra Pazos Pérez                 | 1 | 1 | 9 | 5  | 5 | 7  | 6  | 34 |
| Luis Mottola            | Andrés Novoa Setien                | - | 2 | 2 | 3  | 5 | 8  | -  | 20 |
| Ismael Martínez         | Martín Moreno                      | - | - | - | 11 | 9 | 13 | 15 | 48 |
| Javier Cidoncha         | Lucas Moreno Yerena                | - | - | 1 | 11 | 9 | 13 | 15 | 49 |
| Irene Montalà           | Rebeca Benarroch                   | - | - | - | -  | 9 | 13 | 15 | 37 |
| Lola Baldrich           | Lucía García Miranda               | - | - | - | -  | 8 | 13 | 13 | 34 |
| Javier Ríos             | Hugo Alonso                        | - | - | - | -  | 8 | 13 | 15 | 36 |
| Cristina Marcos         | Alicia Corral                      | - | - | - | -  | - | 13 | 15 | 28 |
| Nani Jiménez            | Amaia González                     | - | - | - | -  | - | 10 | 15 | 25 |
| Natalia López           | Clara Sáez de Tejada               | - | - | - | -  | 1 | 8  | 12 | 21 |
| Iñaki Font              | Teniente Nicolás Garrido           | - | - | - | -  | - | -  | 15 | 15 |
| Santi Pons              | Max Levov                          | - | - | - | -  | - | -  | 10 | 10 |
| Eduardo Mayo            | "Titiritero"                       | - | 1 | - | -  | - | -  | -  | 1  |
| Eduardo Mayo            | Curro Bermúdez Pereira             | - | - | - | -  | - | -  | 10 | 10 |
| Sergio Murillo          | Javier Holgado                     | - | 2 | 6 | 7  | 6 | 11 | 13 | 45 |

## Reparto

### Tabla del reparto

#### Elenco Principal
| Actor / Actriz     | Personaje                                      | Temporada | Temporada  | Temporada  | Temporada  | Temporada  | Temporada  | Temporada  | Temporada | Temporada | Capítulos |    |
| Actor / Actriz     | Personaje                                      | 1         | 2          | 3          | 4          | 5          | 6          | 7          | 8         | 9         | Capítulos |    |
| ------------------ | ---------------------------------------------- | --------- | ---------- | ---------- | ---------- | ---------- | ---------- | ---------- | --------- | --------- | --------- | -- |
| Luis Merlo         | Héctor de la Vega Samuel Espí Lázaro           | Principal | Principal  | Principal  | Principal  | Recurrente |            |            | Invitado  | Invitado  | 56        |    |
| Natalia Millán     | Elsa Fernández Campos Elsa von Klaus +         | Principal | Principal  | Principal  | Principal  | Principal  | Principal  | Principal  |           |           | 70        |    |
| Marta Torné        | María Almagro                                  | Principal | Principal  | Principal  | Principal  | Principal  | Principal  | Principal  |           | Invitada  | 75        |    |
| Martiño Rivas      | Marcos Novoa Pazos Marcos Novoa Espí           | Principal | Principal  | Principal  | Principal  | Principal  | Principal  | Principal  | Principal | Principal | 90        |    |
| Ana de Armas       | Carolina Leal Solís +                          | Principal | Principal  | Principal  | Principal  | Principal  | Principal  |            |           |           | 60        |    |
| Yon González       | Iván Noiret León Iván Fernández Almagro        | Principal | Principal  | Principal  | Principal  | Principal  | Principal  | Principal  |           | Invitado  | 73        |    |
| Elena Furiase      | Victoria «Vicky» Martínez González             | Principal | Principal  | Principal  | Principal  | Principal  | Principal  | Principal  | Principal | Principal | 90        |    |
| Raúl Fernández     | Fermín de Pablo Carlos Almansa Olid +          | Principal | Principal  | Principal  | Principal  | Principal  | Principal  | Principal  |           |           | 70        |    |
| Eduardo Velasco    | Pedro Camacho +                                | Principal | Principal  | Principal  | Recurrente |            |            |            |           |           | 45        |    |
| Marta Hazas        | Amelia Ugarte Roldán Amelia Henninger +        | Principal | Principal  | Principal  | Principal  | Principal  | Recurrente | Recurrente |           |           | 70        |    |
| Carlota García     | Paula Novoa Pazos Paula Novoa Espí             | Principal | Principal  | Principal  | Principal  | Principal  | Principal  | Principal  | Principal | Principal | 90        |    |
| Denisse Peña       | Evelyn Pons                                    | Principal | Principal  | Principal  | Principal  | Principal  | Principal  | Principal  | Principal | Invitada  | 90        | 82 |
| Pedro Civera       | Camilo Belmonte Helmuth von Hammer +           | Principal | Principal  | Principal  | Principal  | Principal  | Invitado   | Invitado   |           |           | 90        |    |
| Daniel Retuerta    | Roque Sánchez Navas +                          | Principal | Principal  | Principal  | Principal  | Principal  | Principal  | Principal  |           |           | 70        |    |
| Amparo Baró        | Jacinta García Aparicio +                      | Principal | Principal  | Principal  | Principal  | Principal  | Principal  | Principal  |           |           | 70        |    |
| Fernando Tielve    | Cayetano Montero Ruiz +                        | Principal | Invitado   | Recurrente |            | Invitado   | Invitado   |            |           |           | 22        |    |
| Blanca Suárez      | Julia Medina Jiménez                           |           | Recurrente | Principal  | Principal  | Principal  | Principal  | Principal  |           | Invitada  | 63        |    |
| Alejandro Botto    | Mateo Tabuenca +                               |           | Principal  | Recurrente | Recurrente |            |            |            |           |           | 15        |    |
| Mariona Ribas      | Nora Díez +                                    |           |            | Principal  | Invitada   |            |            |            |           |           | 12        |    |
| Alejandro Casaseca | José Antonio "Toni" Fernández +                |           |            |            | Principal  | Invitado   |            |            |           |           | 12        |    |
| Carlos Leal        | Jacques Noiret                                 | Invitado  | Invitado   | Recurrente | Principal  | Principal  | Principal  | Invitado   |           |           | 42        |    |
| Yolanda Arestegui  | Sandra Pazos Pérez Irene Espí Lázaro           |           | Invitada   | Recurrente | Principal  | Principal  | Principal  | Invitada   |           | Invitada  | 37        |    |
| Luis Mottola       | Andrés Novoa Setien +                          |           | Invitado   | Invitado   | Invitado   | Recurrente | Principal  |            |           |           | 24        |    |
| Ismael Martínez    | Martín Moreno Emilio Galván Moreno             |           |            |            | Principal  | Principal  | Principal  | Principal  | Principal | Principal | 40        |    |
| Javier Cidoncha    | Lucas Moreno Yerena Lucas Galván Yerena        |           |            |            | Principal  | Principal  | Principal  | Principal  | Principal | Principal | 40        |    |
| Irene Montalà      | Rebeca Benarroch                               |           |            |            |            | Principal  | Principal  | Principal  | Principal | Principal | 30        |    |
| Lola Baldrich      | Lucía García Miranda Marta Hernández Velasco + |           |            |            |            | Recurrente | Principal  | Recurrente |           |           | 17        |    |
| Javier Ríos        | Hugo Alonso +                                  |           |            |            |            | Principal  | Principal  | Principal  | 30        | 30        |           |    |
| Cristina Marcos    | Alicia Corral                                  |           |            |            |            |            | Principal  | Principal  |           | Principal | 27        |    |
| Nani Jiménez       | Amaia González +                               |           |            |            |            |            | Recurrente | Principal  |           |           | 15        |    |
| Iñaki Font         | Teniente Nicolás Garrido +                     |           |            |            |            |            |            | Principal  | Principal | Principal | 20        |    |
| Santi Pons         | Max Levov +                                    |           |            |            |            |            |            | Principal  |           |           | 10        |    |
| Natalia López      | Clara Sáez de Tejada +                         |           |            |            |            | Recurrente | Invitada   | Principal  |           |           | 18        |    |
| Eduardo Mayo       | Curro Bermúdez Pereira +                       |           | Invitado   |            |            |            | Principal  |            |           |           | 12        |    |
| Sergio Murillo     | Javier Holgado Alonso                          |           | Recurrente | Recurrente | Recurrente | Recurrente | Recurrente | Principal  |           | Invitado  | 50        |    |

#### Elenco Recurrente
| Reparto            | Reparto                                    | Reparto    | Reparto    | Reparto    | Reparto    | Reparto    | Reparto    | Reparto    | Número de capítulos |
| Actor / Actriz     | Personaje                                  | Temporada  | Temporada  | Temporada  | Temporada  | Temporada  | Temporada  | Temporada  | Número de capítulos |
| Actor / Actriz     | Personaje                                  | 1          | 2          | 3          | 4          | 5          | 6          | 7          | Número de capítulos |
| ------------------ | ------------------------------------------ | ---------- | ---------- | ---------- | ---------- | ---------- | ---------- | ---------- | ------------------- |
| Manuel Jurado      | Antonio                                    | Principal  | Principal  | Principal  | Principal  | Principal  | Principal  | Principal  | 33                  |
| Eduardo MacGregor  | Joaquín Fernández Martin von Klaus         | Principal  | Principal  | Principal  | Principal  | Principal  | Invitado   | Invitado   | 17                  |
| Javier Iribarren   | Pablo Fernández Campos Pablo von Klaus     | Recurrente | Recurrente |            |            |            | Recurrente |            | 7                   |
| Álex Quiroga       | Gerardo                                    | Recurrente | Recurrente |            |            |            |            |            | 6                   |
| Francisco Merino   | Alfonso Ceballos Parra                     | Recurrente | Invitado   | Invitado   |            |            |            |            | 5                   |
| José Luis Patiño   | Mario Torres                               | Recurrente |            | Recurrente | Recurrente |            | Recurrente |            | 9                   |
| Lucina Gil         | Belinda García                             | Recurrente |            | Recurrente |            |            |            |            | 2                   |
| Carla Sánchez      | Ana Solís                                  | Recurrente |            |            |            |            |            |            | 1                   |
| Miguel Alcíbar     | Ricardo Montoya (falso)                    | Recurrente |            |            |            |            |            |            | 4                   |
| Elisa Mouliaá      | Alicia Campos                              | Invitada   | Invitada   |            |            |            |            |            | 2                   |
| Lolita Flores      | Estela González                            | Invitada   |            |            |            |            |            |            | 1                   |
| Damián Alcolea     | Arturo                                     |            | Recurrente | Recurrente | Recurrente | Recurrente | Recurrente | Recurrente | 35                  |
| Manuel de Blas     | Saúl Pérez Sabán                           |            | Recurrente | Recurrente | Recurrente | Recurrente | Recurrente | Recurrente | 31                  |
| Tomás Repila       | Profesor de esgrima                        |            | Recurrente | Recurrente | Recurrente | Recurrente |            |            | 4                   |
| Carolina Lapausa   | Jacinta García Aparicio (joven)            |            | Recurrente | Recurrente | Recurrente |            |            |            | 4                   |
| Eduardo Espinilla  | Miguel Pérez Fernández                     |            | Recurrente | Recurrente | Recurrente |            |            |            | 13                  |
| Fran Sariego       | José Castro Massa                          |            | Recurrente | Recurrente |            |            |            |            | 7                   |
| Àngels Bassas      | Leticia Jiménez                            |            | Recurrente | Recurrente |            |            |            |            | 3                   |
| Oriol Tarrasón     | Dr. Martín Argüello                        |            | Recurrente | Recurrente |            |            |            |            | 4                   |
| Ramón Radós        | Sr. Cistaré                                |            | Recurrente |            | Recurrente |            |            |            | 4                   |
| Luis Jiménez       | Tomás Noiret García Tomás Noiret Hernández |            | Recurrente |            |            |            | Recurrente |            | 8                   |
| Lucía Ramos        | Irene                                      |            | Recurrente |            |            |            |            |            | 1                   |
| Tacuara Casares    | Cristina Palacios Rodríguez                |            | Recurrente |            |            |            |            |            | 5                   |
| María Álvarez      | Cristina Palacios Rodríguez                |            |            | Recurrente |            |            |            |            | 5                   |
| Chusa Barbero      | Susana Saavedra                            |            | Recurrente |            |            |            |            |            | 2                   |
| Ursula Corberó     | Manuela Portillo                           |            | Recurrente |            |            |            |            |            | 1                   |
| Carlos Olalla      | Daniel Medina                              |            |            | Recurrente | Recurrente |            |            |            | 3                   |
| Pablo Castellano   | Rodrigo Otero                              |            |            | Recurrente | Recurrente |            |            |            | 3                   |
| Bruno Squarcia     | Márquez                                    |            |            | Recurrente | Recurrente |            |            |            | 5                   |
| Leonardo Orna      | Ruslan, el sicario                         |            |            | Recurrente |            |            | Invitado   |            | 4                   |
| Jesús Fuente       | Miguel Pons                                |            |            | Recurrente |            |            |            |            | 1                   |
| José Hervás        | Santiago Pazos Ritter Wulf                 |            |            | Invitado   | Recurrente | Recurrente | Recurrente |            | 14                  |
| Adam Quintero      | Fernando Ugarte Roldán Fernando Henninger  |            |            |            | Recurrente | Recurrente |            |            | 9                   |
| Inma Nieto         | Gabriela Sánchez Trebijano                 |            |            |            | Recurrente |            | Recurrente |            | 5                   |
| Lara Ruiz          | Silvana Yerena                             |            |            |            | Recurrente |            |            |            | 2                   |
| Teresa Lozano      | Teresa Álvarez Herguedas                   |            |            |            | Recurrente |            |            |            | 3                   |
| Mario Martín       | Arturo Álvarez Herguedas                   |            |            |            | Recurrente |            |            |            | 1                   |
| Concha Hidalgo     | Sara Olid                                  |            |            |            | Recurrente |            |            |            | 3                   |
| Héctor Clarumunt   | Ritter Wulf (joven)                        |            |            |            |            | Recurrente | Recurrente |            | 6                   |
| Jonás Beramí       | Nacho García Vallejo                       |            |            |            |            | Recurrente |            |            | 8                   |
| Luz Valdenebro     | Valentina León                             |            |            |            |            | Recurrente |            |            | 6                   |
| Julia Fournier     | Susana del Río                             |            |            |            |            | Recurrente |            |            | 5                   |
| Chema Ruiz         | Psiquiatra                                 |            |            |            |            |            | Recurrente | Recurrente | 5                   |
| José Ángel Trigo   | Rubén Bosco                                |            |            |            |            |            | Recurrente | Recurrente | 23                  |
| Hans Richter       | Guillermo García Adolf Merkel              |            |            |            |            |            | Recurrente |            | 2                   |
| Joan Massotkleiner | Coronel Carlos Araujo Karl Fleischer       |            |            |            |            |            |            | Recurrente | 11                  |
| Iván Martín        | Antón                                      |            |            |            |            |            |            | Recurrente | 9                   |
| Elisabet Gelabert  | Noelia Alonso Pastor                       |            |            |            |            |            |            | Recurrente | 8                   |
| Macarena García    | Gema                                       |            |            |            |            |            |            | Recurrente | 6                   |
| Bernabé Fernández  | Soldado Torres                             |            |            |            |            |            |            | Recurrente | 4                   |
| Paloma Bloyd       | Sara                                       |            |            |            |            |            |            | Recurrente | 2                   |
| Lola Cordón        | Asunción Hervás Theodora Raüber            |            |            |            |            |            |            | Recurrente | 3                   |

### Primera temporada

#### Elenco Principal
- Luis Merlo – Héctor De la Vega / Samuel Espí
- Natalia Millán – Elsa Fernández Campos / Elsa Von Klaus
- Marta Torné – María Almagro
- Martín Rivas – Marcos Novoa Pazos / Marcos Novoa Espí
- Ana de Armas – Carolina Leal Solís
- Eduardo Velasco – Pedro Camacho
- Raúl Fernández – Fermín de Pablo / Carlos Almansa Olid
- Yon González – Iván Noiret León
- Elena Furiase – Victoria «Vicky» Martínez González
- Pedro Civera – Camilo Belmonte
- Marta Hazas – Amelia Ugarte Roldán
- Fernando Tielve – Cayetano Montero Ruiz
- Daniel Retuerta – Roque Sánchez Navas
- Carlota García – Paula Novoa Pazos
- Denisse Peña – Evelyn Pons García
- y Amparo Baró como Jacinta García Aparicio

#### Elenco recurrente
- Álex Quiroga – Gerardo (Episodio 1 - Episodio 2; Episodio 5 - Episodio 6)
- Manuel Jurado – Antonio (Episodio 1 - Episodio 5)
- José Luis Patiño – Mario Torres (Episodio 1)
- Carlos Leal – Jacques Noiret (Episodio 1 - Episodio 2; Episodio 6)
- Carla Sánchez – Patricia Leal (Episodio 1)
- Eduardo MacGregor – Joaquín Fernández (Episodio 2)
- Julio Jordán – Jefe de Fermín (Episodio 3 - Episodio 5)
- Miguel Alcíbar – Falso Ricardo Montoya † (Capítulo 3 - Episodio 6)
- Elisa Mouliaá – Alicia (Episodio 3)
- Javier Iribarren – Pablo Fernández Campos (Episodio 4 - Episodio 6)
- Laura Río – Sandra Pazos Pérez (Episodio 4)
- Lucina Gil – Belinda García (Episodio 5)

con la colaboración especial de
- Lolita Flores – Madre de Vicky (Episodio 1)
- Francisco Merino – Alfonso Ceballos Parra † (Episodio 1 - Episodio 2; Episodio 6)

### Segunda temporada

#### Reparto principal
- Luis Merlo – Héctor de la Vega
- Natalia Millán – Elsa Fernández Campos
- Marta Torné – María Almagro
- Martín Rivas – Marcos Novoa Pazos
- Ana de Armas – Carolina Leal Solís
- Eduardo Velasco – Pedro Camacho
- Raúl Fernández – Fermín de Pablo / Carlos Almansa Olid
- Yon González – Iván Noiret León
- Elena Furiase – Victoria «Vicky» Martínez González
- Pedro Civera – Camilo Belmonte
- Marta Hazas – Amelia Ugarte Roldán
- Fernando Tielve – Cayetano Montero Ruiz † (Episodio 1 - Episodio 2)
- Daniel Retuerta – Roque Sánchez Navas
- Carlota García – Paula Novoa Pazos
- Denisse Peña – Evelyn Pons García
- Alejandro Botto – Mateo Tabuenca (Episodio 2 - Episodio 8)
- Blanca Suárez – Julia Medina Jiménez (Episodio 3 - Episodio 8)
- y Amparo Baró como Jacinta García Aparicio (Episodio 3 - Episodio 8)

#### Reparto recurrente
- Alex Quiroga – Gerardo (Episodio 1 - Episodio 2)
- Manuel A. Jurado – Antonio (Episodio 1)
- Carlos Leal – Jacques Noiret (Episodio 1 - Episodio 2)
- Julio Jordán – Jefe de Fermín (Episodio 1)
- Javier García – Antonio Montero (Episodio 1)
- Carmen García Quiros – Sara Ruiz (Episodio 1)
- Roger Príncep – Cayetano Montero Ruiz (niño) (Episodio 1)
- Manuel de Blas – Saúl Pérez Sabán (Episodio 2; Episodio 7)
- Damián Alcolea – Arturo (Episodio 2 - Episodio 4)
- Carolina Lapausa – Jacinta García Aparicio (joven) (Episodio 3; Episodio 7)
- Ramón Radós – Señor Cistaré (Episodio 3 - Episodio 4)
- Oriol Tarrasón – Martín Argüello (Episodio 4; Episodio 8)
- Sergio Murillo – Javier Holgado (Episodio 4 - Episodio 5)
- Àngels Bassas - Leticia Jiménez (Episodio 4)
- Victoria Seco – Alicia Campos (Episodio 4; Episodio 7)
- Luis Jiménez – Tomás Noiret García (Episodio 4; Episodio 7)
- Fran Sariego – José Castro Massa (Episodio 4 - Episodio 8)
- Tacuara Casares – Cristina Palacios Rodríguez (Episodio 4; Episodio 6; Episodio 8)
- Luis Mottola – Andrés Novoa Setien (Episodio 5; Episodio 8)
- Eduardo Espinilla – Miguel Pérez Fernández (Episodio 5 - Episodio 8)
- José Luis Patiño – Mario Torres (Episodio 5)
- Eduardo MacGregor – Joaquín Fernández (Episodio 6; Episodio 8)
- Javier Iribarren – Pablo Fernández Campos (Episodio 6 - Episodio 8)
- Chusa Barbero – Susana Saavedra † (Episodio 6 - Episodio 7)
- Úrsula Corberó – Manuela Portillo (Episodio 6)
- Quim Ramos – Ángel Díaz Lain (Episodio 7 - Episodio 8)
- Yolanda Arestegui – Sandra Pazos Pérez / Irene Espí Lázaro (Episodio 8)
- Paco Merino – Alfonso Ceballos Parra (Episodio 8)

### Tercera temporada

#### Reparto principal
- Luis Merlo – Héctor de la Vega / Samuel Espí Lázaro
- Natalia Millán – Elsa Fernández Campos
- Marta Torné – María Almagro
- Martín Rivas – Marcos Novoa Pazos
- Ana de Armas – Carolina Leal Solís
- Eduardo Velasco – Pedro Camacho
- Raúl Fernández – Fermín de Pablo / Carlos Almansa Olid
- Yon González – Iván Noiret León
- Blanca Suárez – Julia Medina Jiménez
- Elena Furiase – Victoria «Vicky» Martínez González
- Pedro Civera – Camilo Belmonte
- Marta Hazas – Amelia Ugarte Roldán
- Daniel Retuerta – Roque Sánchez Navas
- Carlota García – Paula Novoa Pazos
- Denisse Peña – Evelyn Pons García
- Alejandro Botto – Mateo Tabuenca † (Episodio 1 - Episodio 7)
- Mariona Ribas – Nora Diez †
- y Amparo Baró como Jacinta García Aparicio

#### Reparto recurrente
- Yolanda Arestegui – Sandra Pazos Pérez / Irene Espí Lázaro (Episodio 1 - Episodio 9)
- Fernando Tielve – Cayetano Montero Ruiz † (Episodio 1 - Episodio 3; Episodio 5 - Episodio 9)
- Manuel de Blas – Saúl Pérez Sabán (Episodio 1; Episodio 3; Episodio 7 - Episodio 9)
- Fran Sariego – José Castro Massa (Episodio 1; Episodio 3)
- Eduardo Espinilla – Miguel Pérez Fernández (Episodio 1 - Episodio 2; Episodio 5; Episodio 7 - Episodio 9)
- Paco Merino – Alfonso Ceballos Parra (Episodio 2)
- Lucina Gil – Belinda García (Episodio 2)
- Jesús Fuente – Miguel Pons (Episodio 2)
- Sergio Murillo – Javier Holgado (Episodio 2; Episodio 4; Episodio 6 - Episodio 9)
- José Hervás – Santiago Pazos (Episodio 2)
- José Luis Patiño – Mario Torres (Episodio 3)
- Luis Mottola – Andrés Novoa Setién (Episodio 3; Episodio 5)
- Damián Alcolea – Arturo (Episodio 3; Episodio 5 - Episodio 6; Episodio 9)
- María Álvarez – Cristina Palacios Rodríguez (Episodio 3)
- Carlos Leal – Jacques Noiret (Episodio 4; Episodio 6 - Episodio 9)
- Bruno Squarcia – Márquez (Episodio 4; Episodio 6)
- Pablo Castellano – Rodrigo Otero (Episodio 4 - Episodio 5)
- Eduardo MacGregor – Joaquín Fernández / Martin von Klaus (Episodio 5; Episodio 8 - Episodio 9)
- Oriol Tarrasón – Dr. Martín Argüello (Episodio 5)
- Àngels Bassas – Leticia Jiménez (Episodio 5 - Episodio 6)
- Carlos Olalla – Daniel Medina (Episodio 5)
- Manuel Jurado – Antonio (Episodio 5 - Episodio 6)
- Lucía Quintana – Verónica Fernández García (Episodio 7)
- Violeta Pérez – La Mary (Episodio 7)
- Candela Fernández – Elena Pérez Fernández (Episodio 8)
- Carolina Lapausa – Jacinta García Aparicio (joven) (Episodio 9)
- Guillermo Campra – Samuel Espí Lázaro (joven) (Episodio 9)
- Víctor Valdivia – Héctor de la Vega (joven) (Episodio 9)
- Leonardo Orna – Ruslan El Sicario (Episodio 9)

### Cuarta temporada

#### Reparto principal
- Luis Merlo – Héctor de la Vega / Samuel Espí Lázaro
- Natalia Millán – Elsa Fernández Campos
- Marta Torné – María Almagro
- Martín Rivas – Marcos Novoa Pazos
- Ana de Armas – Carolina Leal Solís
- Eduardo Velasco – Pedro Camacho † (Episodio 1 - Episodio 6)
- Raúl Fernández – Fermín de Pablo / Carlos Almansa Olid
- Yon González – Iván Noiret León
- Blanca Suárez – Julia Medina Jiménez
- Elena Furiase – Victoria «Vicky» Martínez González
- Pedro Civera – Camilo Belmonte
- Marta Hazas – Amelia Ugarte Roldán (Episodio 3 - Episodio 11)
- Alejandro Botto – Mateo Tabuenca † (Episodio 1; Episodio 4 - Episodio 5; Episodio 8)
- Mariona Ribas – Nora Diez † (Episodio 1)

- Daniel Retuerta – Roque Sánchez Navas
- Carlos Leal – Jacques Noiret (Episodio 3 - Episodio 11)
- Yolanda Arestegui – Sandra Pazos Pérez / Irene Espí Lázaro (Episodio 4 - Episodio 5; Episodio 8; Episodio 10 - Episodio 11)
- Alejandro Casaseca – José Antonio "Toni" Fernández † (Episodio 2 - Episodio 11)
- Carlota García – Paula Novoa Pazos
- Denisse Peña – Evelyn Pons García
- Ismael Martínez – Martín Moreno / Emilio Galván Moreno
- Javier Cidoncha – Lucas Moreno Yerena / Lucas Galván Yerena
- y Amparo Baró como Jacinta García Aparicio

#### Reparto recurrente
- Eduardo MacGregor – Joaquín Fernández / Martin von Klaus † (Episodio 1; Episodio 5; Episodio 7 - Episodio 8; Episodio 10 - Episodio 11)
- Manuel de Blas – Saúl Pérez Sabán (Episodio 1 - Episodio 7; Episodio 9; Episodio 11)
- Guillermo Campra – Samuel Espí Lázaro (joven) (Episodio 1)
- Sergio Murillo – Javier Holgado (Episodio 1; Episodio 6 - Episodio 11)
- Damián Alcolea – Arturo (Episodio 1; Episodio 4; Episodio 8 - Episodio 9; Episodio 11)
- Manuel Jurado – Antonio (Episodio 1; Episodio 6 - Episodio 7)
- José Luis Patiño – Mario Torres (Episodio 2 - Episodio 3; Episodio 6; Episodio 11)
- Luis Mottola – Andrés Novoa Setien (Episodio 2; Episodio 10 - Episodio 11)
- Arturo García – Carlos Almansa Olid (joven) (Episodio 2)
- Pablo Castellano – Rodrigo Otero (Episodio 2)
- Bruno Squarcia – Márquez † (Episodio 3; Episodio 7; Episodio 10)
- Andrea Ros – María Almagro (joven) (Episodio 3; Episodio 6)
- Cristian Bautista – José Antonio "Toni" Fernández (joven) (Episodio 3; Episodio 6)
- Inma Nieto – Gabriela Sánchez Trebijano (Episodio 3 - Episodio 5; Episodio 8)
- Karmele Aranburu – Lourdes Garcia (Episodio 4)
- Lara Ruiz – Silvana Yerena † (Episodio 4; Episodio 10)
- M Pink Christofalo – Sandra Camacho (Episodio 4)
- Eduardo Espinilla – Miguel Pérez Fernández (Episodio 5; Episodio 8; Episodio 11)
- Teresa Lozano – Teresa Álvarez Herguedas (Episodio 5; Episodio 8 - Episodio 9)
- Carlos Olalla – Daniel Medina (Episodio 5 - Episodio 6)
- Mario Martín – Arturo Álvarez Herguedas (Episodio 5)
- Pere Ventura – Jimeno (Episodio 6)
- Concha Hidalgo – Sara Olid Vda. de Almansa † (Episodio 6 - Episodio 7; Episodio 9)
- Saida Benzal – Silvia (Episodio 6; Episodio 8; Episodio 10)
- Adam Quintero – Fernando Ugarte Roldán (Episodio 7 - Episodio 8)
- José Hervás – Santiago Pazos / Ritter Wulf (Episodio 9)
- Oriol Tarrasón – Martín Argüello (Episodio 9)
- Ramón Rados – Cistaré † (Episodio 10 - Episodio 11)
- Eduardo Marchi – Jimmy Beltrán (Episodio 10)

### Quinta temporada

#### Reparto principal
- Luis Merlo – Héctor de la Vega / Samuel Espí Lázaro
- Natalia Millán – Elsa Fernández Campos
- Marta Torné – María Almagro
- Martín Rivas – Marcos Novoa Pazos
- Ana de Armas – Carolina Leal Solís
- Raúl Fernández – Fermín de Pablo / Carlos Almansa Olid
- Yon González – Iván Noiret León
- Blanca Suárez – Julia Medina Jiménez
- Elena Furiase – Victoria «Vicky» Martínez González
- Daniel Retuerta – Roque Sánchez Navas
- Yolanda Arestegui – Sandra Pazos Pérez / Irene Espí Lázaro (Episodio 4 - Episodio 5; Episodio 7 - Episodio 9)
- Pedro Civera – Camilo Belmonte / Helmuth von Hammer
- Marta Hazas – Amelia Ugarte Roldán
- Carlos Leal – Jacques Noiret
- Irene Montalà – Rebeca Benarroch
- Lola Baldrich – Lucía García Miranda (Episodio 2 - Episodio 9)
- Javier Ríos – Hugo Alonso Sanz (Episodio 2 - Episodio 9)
- Carlota García – Paula Novoa Pazos
- Denisse Peña – Evelyn Pons García
- Ismael Martínez – Martín Moreno / Emilio Galván Moreno
- Javier Cidoncha – Lucas Moreno Yerena
- y Amparo Baró como Jacinta García Aparicio

#### Reparto recurrente
- Manuel de Blas – Saúl Pérez Sabán (Episodio 1; Episodio 3 - Episodio 5; Episodio 7 - Episodio 9)
- Pere Ventura – Jimeno (Episodio 1; Episodio 5 - Episodio 6)
- Saida Benzal – Silvia (Episodio 1)
- Manuel Jurado – Antonio (Episodio 1; Episodio 5; Episodio 7)
- Sergio Murillo – Javier Holgado (Episodio 1 - Episodio 4; Episodio 8 - Episodio 9)
- Héctor Claramunt – Ritter Wulf (joven) (Episodio 1; Episodio 4 - Episodio 5)
- Guillermo Carbajo – Manuel (Episodio 1 - Episodio 2; Episodio 7 - Episodio 9)
- Jonás Beramí – Nacho García Vallejo † (Episodio 1 - Episodio 8)
- Luis Mottola – Andrés Novoa Setien (Episodio 2 - Episodio 3; Episodio 6 - Episodio 7; Episodio 9)
- Adam Quintero – Fernando Ugarte Roldán † (Episodio 2 - Episodio 6; Episodio 8 - Episodio 9)
- Andrea Ros – María Almagro (joven) (Episodio 2)
- Luz Valdenebro – Valentina León (Episodio 2 - Episodio 3; Episodio 5 - Episodio 6; Episodio 8 - Episodio 9)
- José Hervás – Santiago Pazos / Ritter Wulf (Episodio 3 - Episodio 5; Episodio 7 - Episodio 9)
- Damián Alcolea – Arturo (Episodio 3; Episodio 9)
- Julia Fournier – Susana del Río † (Episodio 3 - Episodio 4; Episodio 6 - Episodio 7)
- Guillermo Campra – Samuel Espí Lázaro (joven) (Episodio 3)
- Víctor Valdivia – Héctor de la Vega (joven) (Episodio 3)
- Eduardo MacGregor – Joaquín Fernández / Martin von Klaus † (Episodio 4 - Episodio 5; Episodio 7 - Episodio 9)
- Cameron Antrobus – David Almansa (joven) (Episodio 4)
- Brendan Price – Sr. Benaroch (Episodio 5)
- Lowena McDonell – Rebeca Benaroch (joven) (Episodio 5)
- Alejandro Casaseca – José Antonio "Toni" Fernández † (Episodio 6)
- Jaime Ruiz – Tomás Noiret García (joven) (Episodio 6 - Episodio 7)
- Natalia López – Clara Sáez de Tejada (Episodio 6)

### Sexta temporada

#### Reparto principal
- Natalia Millán – Elsa Fernández Campos
- Marta Torné – María Almagro
- Cristina Marcos – Alicia Corral
- Martín Rivas – Marcos Novoa Pazos
- Ana de Armas – Carolina Leal Solís †  (Episodio 1 - Episodio 9)
- Raúl Fernández – Fermín de Pablo / Carlos Almansa Olid
- Marta Hazas – Amelia Ugarte Roldán
- Yon González – Iván Noiret León
- Blanca Suárez – Julia Medina Jiménez
- Elena Furiase – Victoria «Vicky» Martínez González
- Daniel Retuerta – Roque Sánchez Navas
- Carlos Leal – Jacques Noiret
- Irene Montalà – Rebeca Benarroch
- Pedro Civera – Camilo Belmonte / Helmuth von Hammer (Episodio 4; Episodio 6; Episodio 8 - Episodio 13)
- Yolanda Arestegui – Sandra Pazos Pérez / Irene Espí Lázaro (Episodio 2 - Episodio 3; Episodio 7; Episodio 10 - Episodio 13)
- Luis Mottola – Andrés Novoa Setien † (Episodio 2 - Episodio 3; Episodio 7 - Episodio 8; Episodio 10 - Episodio 13)
- Lola Baldrich – Lucía García Miranda
- Javier Ríos – Hugo Alonso Sanz / Daniel Alonso
- Carlota García – Paula Novoa Pazos / Eva Wulf
- Denisse Peña – Evelyn Pons García
- Ismael Martínez – Martín Moreno / Emilio Galván Moreno
- Javier Cidoncha – Lucas Moreno Yerena
- Luis Merlo - Héctor de la Vega / Samuel Espí Lázaro (Episodio 1 - Episodio 2)
- y Amparo Baró como Jacinta García Aparicio

#### Reparto recurrente
- Natalia López – Clara Sáez de Tejada (Episodio 1; Episodio 3 - Episodio 7; Episodio 9; Episodio 13)
- Sergio Murillo – Javier Holgado (Episodio 1 - Episodio 2; Episodio 4 - Episodio 6; Episodio 8 - Episodio 13)
- Damián Alcolea – Arturo (Episodio 1 - Episodio 2; Episodio 4; Episodio 6 - Episodio 11)
- Hans Richter – Adolf Merkel / Guillermo Garcia (Episodio 1 - Episodio 2)
- Jaime Ruiz – Tomás Noiret García (joven) (Episodio 1; Episodio 8; Episodio 10)
- Manuel de Blas – Saúl Pérez Sabán (Episodio 2; Episodio 4; Episodio 9 - Episodio 13)
- Manuel Jurado – Antonio (Episodio 2 - Episodio 3; Episodio 5 - Episodio 6)
- Héctor Claramunt – Ritter Wulf (joven) † (Episodio 2; Episodio 7; Episodio 11)
- Carla Díaz – Lucía García Miranda (joven) (Episodio 2)
- José Hervás – Santiago Pazos / Ritter Wulf † (Episodio 2; Episodio 7; Episodio 10 - Episodio 13)
- Alfredo Alba – Doctor Barroso (Episodio 3)
- Nani Jiménez – Amaia González (Episodio 4 - Episodio 13)
- José Ángel Trigo – Rubén Bosco (Episodio 4 - Episodio 5; Episodio 7 - Episodio 13)
- Jonás Beramí – Nacho García Vallejo † (Episodio 5)
- Javier Iribarren – Pablo Fernández (Episodio 5)
- Julia Fournier – Susana del Río † (Episodio 5)
- Luis Jiménez – Tomás Noiret García (Episodio 6 - Episodio 7; Episodio 9; Episodio 11 - Episodio 13)
- Leonardo Orna – Ruslan El Sicario (Episodio 7; Episodio 12 - Episodio 13)
- José Luis Patiño – Mario Torres (Episodio 10)
- Inma Nieto – Gabriela Sánchez Trebijano (Episodio 10)

### Séptima temporada

#### Reparto principal
- Natalia Millán – Elsa Fernández Campos † (Episodio 1 - Episodio 13)
- Marta Torné – María Almagro
- Cristina Marcos – Alicia Corral
- Martiño Rivas – Marcos Novoa Pazos
- Yon González – Iván Noiret León
- Blanca Suárez – Julia Medina Jiménez
- Raúl Fernández – Fermín de Pablo / Carlos Almansa Olid †
- Marta Hazas – Amelia Ugarte Roldán † (Episodio 1 - Episodio 7)
- Elena Furiase – Victoria «Vicky» Martínez González
- Daniel Retuerta – Roque Sánchez Navas †
- Nani Jiménez – Amaia González †
- Yolanda Arestegui – Sandra Pazos Pérez / Irene Espí Lázaro (Episodio 1; Episodio 8; Episodio 10; Episodio 12; Episodio 14 - Episodio 15)
- Pedro Civera – Camilo Belmonte / Helmuth von Hammer † (Episodio 1; Episodio 8; Episodio 10; Episodio 12 - Episodio 14)
- Carlos Leal – Jacques Noiret (Episodio 1)
- Manuel de Blas – Saúl Pérez Sabán † (Episodio 1)
- Ismael Martínez – Martín Moreno / Emilio Galván Moreno
- Irene Montalà – Rebeca Benarroch
- Lola Baldrich – Lucía García Miranda † (Episodio 1 - Episodio 12; Episodio 15)
- Javier Ríos – Hugo Alonso Sanz †
- Iñaki Font – Teniente Nicolás Garrido
- Santi Pons – Max Levov † (Episodio 1 - Episodio 3; Episodio 6 - Episodio 10; Episodio 12 - Episodio 13)
- Natalia López – Clara Sáez de Tejada † (Episodio 1 - Episodio 10; Episodio 12 - Episodio 13)
- Eduardo Mayo – Curro Bermúdez Pereira † (Episodio 1 - Episodio 10)
- Javier Cidoncha – Lucas Moreno Yerena
- Sergio Murillo – Javier Holgado (Episodio 1 - Episodio 3; Episodio 6 - Episodio 15)
- Carlota García – Paula Novoa Pazos
- Denisse Peña – Evelyn Pons García
- Luis Merlo – Héctor de la Vega / Samuel Espí Lázaro' (Episodio 5; Episodio 8; Episodio 10; Episodio 14 - Episodio 15)
- y Amparo Baró como Jacinta García Aparicio

#### Reparto recurrente
- José Ángel Trigo – Rubén Bosco (Episodio 1 - Episodio 11; Episodio 13 - Episodio 15)
- Damián Alcolea – Arturo (Episodio 1 - Episodio 9; Episodio 11; Episodio 13 - Episodio 15)
- Joan Massotkleiner – Coronel Carlos Araujo / Karl Fleischer (Episodio 1; Episodio 4 - Episodio 5; Episodio 8 - Episodio 15)
- Iván Martín – Antón (Episodio 1 - Episodio 8; Episodio 10; Episodio 15)
- Íñigo Navares – Víctor (Episodio 1 - Episodio 8)
- Elisabet Gelabert – Noelia Alonso Pastor (Episodio 1 - Episodio 8)
- Manuel Jurado – Antonio (Episodio 1 - Episodio 12; Episodio 14 - Episodio 15)
- Claudia Cuenca – Claudia (Episodio 1 - Episodio 8)
- Macarena García – Gema (Episodio 4 - Episodio 6; Episodio 8 - Episodio 10)
- Carmen Sanchez – Vanesa Morales (Episodio 6 - Episodio 8)
- Paloma Bloyd – Sara (Episodio 10 - Episodio 11; Episodio 13)
- Bernabé Fernández – Soldado Torres (Episodio 12 - Episodio 15)
- Lola Cordón – Asunción Hervás / Theodora Raüber (Episodio 13 - Episodio 15)

## Episodios

### Capítulos emitidos
| Temporada | Episodios | Emisión   | Audiencia    | Audiencia |
| Temporada | Episodios | Emisión   | Espectadores | Cuota     |
| --------- | --------- | --------- | ------------ | --------- |
| 1         | 6         | 2007      | 4 077 000    | 23,8%     |
| 2         | 8         | 2007-2008 | 3 612 000    | 20,2%     |
| 3         | 9         | 2008      | 3 421 000    | 20,4%     |
| 4         | 11        | 2008-2009 | 3 893 000    | 22,0%     |
| 5         | 9         | 2009      | 3 163 000    | 18,4%     |
| 6         | 13        | 2009-2010 | 2 929 000    | 16,5%     |
| 7         | 15        | 2010      | 2 494 000    | 15,0%     |
| Total     | 71        | 2007-2010 | 3 670 000    | 20,0%     |

### LosArchivos secretos de El internado
Los Archivos secretos de El internado son unos programas especiales en los que los personajes de El internado declaran en el año 2011 ante una misteriosa policía. Estos programas se empiezan a emitir en la cuarta temporada antes de cada nuevo episodio de la serie. Estos capítulos se sitúan supuestamente al final de la serie El internado. En estos capítulos se intercalan imágenes de capítulos anteriores junto a las declaraciones de los personajes y tienen una duración de unos 20 minutos aproximadamente. En el último episodio se explica que los Archivos secretos de El internado son en verdad imaginaciones de Jacques Noiret, quien está encerrado en un psiquiátrico recordando todo el mal que ha causado, y explicando el final del personaje. El espectador descubre que Noiret es encerrado en el psiquiátrico en el episodio 7x01, pero hasta el último episodio el espectador no descubre que todo es fruto de la imaginación del mismo.

## Repercusión de la serie

### Europa Central
La serie también se emitirá próximamente, a través de AXN Central Europe en varios países de Europa Central como Hungría, República Checa, Eslovaquia, Montenegro, Serbia, Polonia, Rumanía, República de Macedonia (hoy, Macedonia del Norte), Bulgaria y Rusia.

### Centroamérica y Caribe
Se transmitió desde el 26 de enero de 2010 en Cuba, en un inicio por el canal nacional Tele Rebelde. Como dato curioso, en un primer momento se transmitió en el horario de 7:30 a 8:00 p. m. que es el del espacio de aventuras por excelencia; luego de sus primeras emisiones el ICRT determinó transferir el programa para cerca de la media noche por Cubavisión, en el mismo horario que se han transmitido otras series como Grey's Anatomy, ya que el anterior no era idóneo para un espacio que está creado para niños.
En República Dominicana se transmite en el canal Antena 7 los viernes a las 9:00 p. m. Empezada a transmitir desde el 2008 tras un enorme éxito.

### México
Recientes promocionales han dado a conocer que la serie se volverá a transmitir en México, a través del canal Azteca 7, quienes la transmitieron en 2009 pero fue descontinuada debido a que en España aún no se transmitían más capítulos, desmintiendo los anteriores rumores de que la serie había sido sacada del aire por el bajo rating que tenía; fuentes de la televisora mexicana afirman que decidieron sacarla del aire porque, aunque tenía más de 10 puntos de rating cada día, decidieron esperar a que la serie terminara en España, lo que ocurrió en octubre de 2010. Aprovechando el éxito ya probado con Drenaje profundo de series originales de TV Azteca, decidieron lanzar Lucho en familia a las 10:30 p. m. y a continuación, reestrenar El Internado desde el capítulo 1 hasta el final de la misma. Así pues, la serie comienza a estar al aire nuevamente el lunes 4 de abril de 2011 a las 11:30 p. m. esperando repetir el gran éxito logrado en 2009 y mantenerlo hasta el final de su duración. Actualmente se emite la 2DA (Séptima) temporada de esta serie a las 12:00 AM por Azteca 7, su final en este país está programado para el 13 de octubre de 2011, exactamente 1 año después de su conclusión en España.

### Estados Unidos
La serie no se ha vendido a Estados Unidos (al menos no en inglés; aunque se puede ver en español), aunque existen contactos de la productora española Globomedia con canales y productoras americanas para adaptar o coproducir esta. Sin embargo, en Puerto Rico, a través del Canal de "Direct TV" y de Antena 3 internacional, la serie tuvo gran aceptación.

### Latinoamérica
La serie se estrenó en 2007 por el canal Antena 3 internacional, la serie se transmitió en su audio original y desde 2014, también transmitió por Atreseries Internacional.

### Perú
La serie se estrenó en febrero de 2012 por el canal Yups Channel de lunes a viernes a las 22:00 horas, la serie se transmitió en su audio original y finalizó a inicios de mayo de 2012.

### Francia
Se ha hecho una versión francesa de El Internado que se llama L'Internat en la cadena M6. La historia se desarrolla en un colegio situado en un bosque del departamento de l'Essonne. La serie estrenó su primera temporada y finalizó con unos resultados por debajo de las expectativas, por lo que no se volverá a emitir.

### Portugal
La serie fue emitida continuamente por el canal SIC Radical en el año de 2013 y posteriormente fue emitida de nuevo en 2015. En 2023 volvió a emitirse en Portugal en el canal Panda Biggs.

### Serbia
En Serbia (así como en Montenegro y la República Srpska, ya que ambos están dominados por estaciones de televisión de Serbia) se emitió en la televisión nacional B92 en 2013, en Studio B en 2015, y a través del canal de cable AXN en 2010. La serie fue extremadamente popular en Serbia. Curiosamente el mayor número de espectadores de la serie la siguieron a través de Internet antes de su estreno oficial en el país, lo que se nota en la presencia de la serie en revistas y en el numerosos clubes de fans que se fundaron años antes de que la serie se transmitiera por primera vez en Serbia. Además, los espectadores exigieron que la serie se transmita en frecuencia nacional.

### Chile
La serie se estrenó el 20 de octubre de 2013 por el canal Mega y se transmitía domingos, lunes,  martes y miércoles a las 22:30 horas. Debido a explorar otras áreas decidieron sacarla del aire y terminar de transmitirla a través de su página web subiendo todos los capítulos a la vez. Los fanes, que manifestaron su enojo a través de las redes sociales, dicen que fue una falta de respeto, ya que canal Mega no informó a los seguidores de que la sacarían de la televisión.

### España
En España tuvo gran repercusión no solo la serie sino el fenómeno fan con la introducción de tramas amorosas: Carol y Marcos (Ana de Armas y Martín Rivas) y otras parejas como Fermín y María (Raúl Fernández y Marta Torné) y, sobre todo, la pareja Ivan y Julia (Yon González y Blanca Suárez)

## Premios y nominaciones
| Festival de premios                                | Año  | Categoría                                                | Nominado(s)                      | Resultado |
| -------------------------------------------------- | ---- | -------------------------------------------------------- | -------------------------------- | --------- |
| Premio Ondas                                       | 2007 | Premio Ondas a la mejor serie española.                  | Serie El Internado: Laguna Negra | Nominada  |
| Fotogramas de Plata                                |      | Mejor actor de televisión                                | Luis Merlo                       | Nominada  |
| Fotogramas de Plata                                |      | Mejor actriz de televisión                               | Amparo Baró                      | Nominada  |
| TP de Oro                                          | 2007 | Mejor Serie Nacional                                     | Serie El Internado: Laguna Negra | Ganador   |
| TP de Oro                                          | 2008 | Mejor Actriz                                             | Amparo Baró                      | Ganador   |
| TP de Oro                                          | 2010 | Mejor Actriz                                             | Amparo Baró                      | Nominada  |
| Premios Vieira de Plata                            | 2008 | Mejor actor revelación                                   | Martiño Rivas                    | Ganador   |
| Premios Glamour                                    | 2008 | Premio revelación                                        | Marta Torné                      | Ganador   |
| Festival de cine y televisión de Islantilla        | 2008 | Mejor actor de televisión                                | Luis Merlo                       | Ganador   |
| Festival de cine y televisión de Islantilla        | 2009 | Premio actor revelación                                  | Martiño Rivas                    | Ganador   |
| Festival Internacional de Televisión de Montecarlo | 2009 | Nominaciones a la Ninfa de Oro al Mejor Actor            | Raúl Fernández y Yon González.   | Nominada  |
| Festival Internacional de Televisión de Montecarlo | 2009 | Nominaciones a la Ninfa de Oro a la Mejor Actriz         | Blanca Suárez y Marta Torné      | Nominada  |
| Festival Internacional de Televisión de Montecarlo | 2009 | Nominación a la Ninfa de Oro al Mejor Productor Europeo  | Carlos Apolinario                | Nominada  |
| Festival Internacional de Televisión de Montecarlo | 2009 | Nominación a la Ninfa de Oro al Mejor Productor Nacional | Carlos Apolinario                | Nominada  |
| Premios ATV                                        | 2007 | Nominación a Mejor serie nacional                        | Serie El Internado: Laguna Negra | Nominada  |
| Premios ATV                                        | 2007 | Mejor productor                                          | Carlos Apolinario                | Ganador   |
| Premios ATV                                        | 2007 | Nominación mejor fotografía e iluminación.               | David Arribas.                   | Nominada  |
| Premios ATV                                        | 2007 | Nominación dirección de arte y escenografía.             | Fernando González                | Nominada  |
| Premios ATV                                        | 2008 | Nominación a Mejor serie nacional                        | Serie El Internado: Laguna Negra | Nominada  |
| Premios ATV                                        | 2008 | Premio a la Mejor dirección de fotografía e iluminación  | David Arribas.                   | Ganador   |
| Premios ATV                                        | 2008 | Premio a la Mejor dirección de arte y escenografía       | Fernando González                | Ganador   |
| Premios Mujer Cosmopolitan                         | 2009 | Mejor Actriz de TV                                       | Ana de Armas                     | Ganador   |
| Premios ACE (Nueva York)                           | 2009 | Premio a Actor Revelación del Año                        | Yon González                     | Ganador   |
| Ranking The WIT                                    | 2013 | Ranking mejores formatos TV de los últimos 50 años       | Serie El Internado: Laguna Negra | Ganador   |

## Promoción y explotación de la serie

### Preestrenos
- Preestreno 3.ª Temporada de El internado --- Lugar: Cines Capitol Madrid (España) --- Acompañantes: Marta Torné, Mariona Ribas, Marta Hazas, Raúl Fernández, Pedro Civera, Eduardo Espinilla, Eduardo Velasco, Carlota García, Denisse Peña, Martín Rivas, Yon González, Elena Furiase, Ana de Armas, Blanca Suárez, Daniel Retuerta.
- Emisión último capítulo 3.ª temporada de El internado --- Lugar: Parque de atracciones de Madrid Acompañantes: Pedro Civera, Raúl Fernández, Daniel Retuerta, Yon González, Marta Hazas, Carlota García, Denisse Peña.
- Preestreno 4.ª Temporada de El internado --- Lugar: Bilbao, Vigo, Murcia y Sevilla (Cada una con un respectivo cine para la proyección del primer capítulo de la 4.ª Temporada) --- Acompañantes: Bilbao: Yon González y Blanca Suárez, Vigo: Martín Rivas y Marta Hazas, Murcia: Marta Torné y Raúl Fernández, Sevilla: Daniel Retuerta y Ana de Armas.
- Preestreno 5.ª temporada de El internado --- Lugar: Alicante. Acompañantes: Yon González, Blanca Suárez y Marta Torné.
- Preestreno 6.ª temporada de El internado --- Lugar: Castellón. Día: 11 de noviembre de 2009. Acompañantes: Blanca Suárez, Martín Rivas y Yon González.
- Preestreno últimos 7 capítulos de El internado --- Lugar: Vitoria. Día 3 de septiembre de 2010. Acompañantes: Raúl Fernández, Marta Torné, Martín Rivas, Yon González, Blanca Suárez, Elena Furiase y Daniel Retuerta.

### DVD-Blu Ray
Sony Pictures anunció su distribución en formato BLU RAY, puesto que la serie ha sido grabada en "Alta Definición". Aunque fue retrasado sin día fijo, el lanzamiento de un pack con todas las temporadas en BLU RAY no se desestima.
A finales de cada año (desde la creación de la serie), se ha lanzado a la venta un pack con las temporadas existentes.
- 1.ª temporada: A la venta el 25 de marzo de 2008. Contiene 3 discos. Existe una edición exclusiva (El Corte Inglés), con un cuarto disco extra, que contiene numerosos extras como entrevistas con los actores.
- 2.ª temporada: A la venta el 20 de mayo de 2008. Contiene 3 discos. Existe una edición exclusiva (El Corte Inglés), con un cuarto disco extra, que contiene numerosos extras como tomas falsas.

- 3.ª temporada: A la venta el 28 de octubre de 2008. Contiene 4 discos.

- 4.ª temporada: A la venta el 26 de mayo de 2009. Contiene 3 discos.

- 5.ª temporada: A la venta el 3 de noviembre de 2009. Contiene 3 discos.

- 6.ª temporada: A la venta el 24 de agosto de 2010. Contiene 4 discos.

- 7.ª temporada: Dividida en dos volúmenes para su salida en DVD, el primero salió a la venta el 1 de noviembre de 2010, y el segundo el 2 de noviembre de 2010. Cada volumen contiene 3 discos.

- Pack El internado: Laguna negra (Serie completa): A la venta el 30 de noviembre de 2010. Contiene 26 discos.

- Pack El internado: Laguna negra (Serie completa) (Restock): A la venta el 14 de mayo de 2015.

### Libros
En noviembre de 2009 se pone a la venta en kioscos de toda España La guía oficial de 'El Internado Laguna Negra', del periodista Nacho Medivas, el libro que recoge todos los secretos de esta producción de misterio de Globomedia y Antena 3.
Además de los DVD, El Internado tiene una colección de libros basada en la serie de televisión y editada en "Planeta Junior". Cada libro cuenta con tres o cuatro capítulos. Son de tapa blanda y tienen ciento treinta páginas, aproximadamente. Hasta octubre de 2010 se han editado dieciséis libros.

### Videojuego
La serie cuenta con un videojuego desarrollado por Virgin PLAY para Nintendo DS y titulado igual que la serie: El Internado. El videojuego, que se basa en las 4 primeras temporadas de la serie, llegó al mercado en primavera de 2009, coincidiendo con el estreno de la quinta temporada, y es el primer videojuego basado en una serie española de televisión. Además, el videojuego  contiene regalos exclusivos: un mapa y un póster en la parte trasera, y un colgante con el logo de la serie grabado.c-lvsv87sg

## Reboot
A finales de 2019, se anunció la puesta en marcha de un reboot de la serie llamado El internado: Las Cumbres por Amazon Prime Video en colaboración de Atresmedia. A principios de 2020 comenzó el rodaje de la serie, que se tuvo que paralizar debido al confinamiento por la Pandemia del Covid-19. El rodaje se retomó en el verano de 2020 y tuvo su estreno el 19 de febrero de 2021. La primera temporada cuenta con ocho episodios rodados en los estudios Zinealdea de Oyarzun (Guipúzcoa) con exteriores en el Monasterio de Irache (Navarra) y el Fuerte de Guadalupe (Fuenterrabía). La serie cuenta con la aparición estelar de Yon González y Blanca Suárez retomando sus papeles de Iván y Julia, respectivamente, para presentar un libro donde hablan de sus aventuras en el internado Laguna Negra.
El reboot trata sobre un colegio ubicado junto a un antiguo monasterio en un lugar inaccesible entre las montañas, donde los alumnos son chicos problemáticos y rebeldes que viven bajo la estricta y severa disciplina que impone el centro para reinsertarlos a la sociedad. El bosque circundante alberga antiguas leyendas, amenazas que siguen vigentes y que les sumergirán en aventuras trepidantes y terroríficas. Los protagonistas de esta serie son Asia Ortega como Amaia, Albert Salazar como Paul, Ramiro Blas como Darío, Joel Bosqued como León, Alberto Amarilla como Elías, Mina El Hammani como Elvira, Claudia Riera como Inés, Carlos Alcaide como Manu, Paula del Río como Paz, Daniela Rubio como Adéle, Daniel Arias como Eric, Gonzalo Díez como Julio y Natalia Dicenta como Mara.